# Higashi-Yoshino

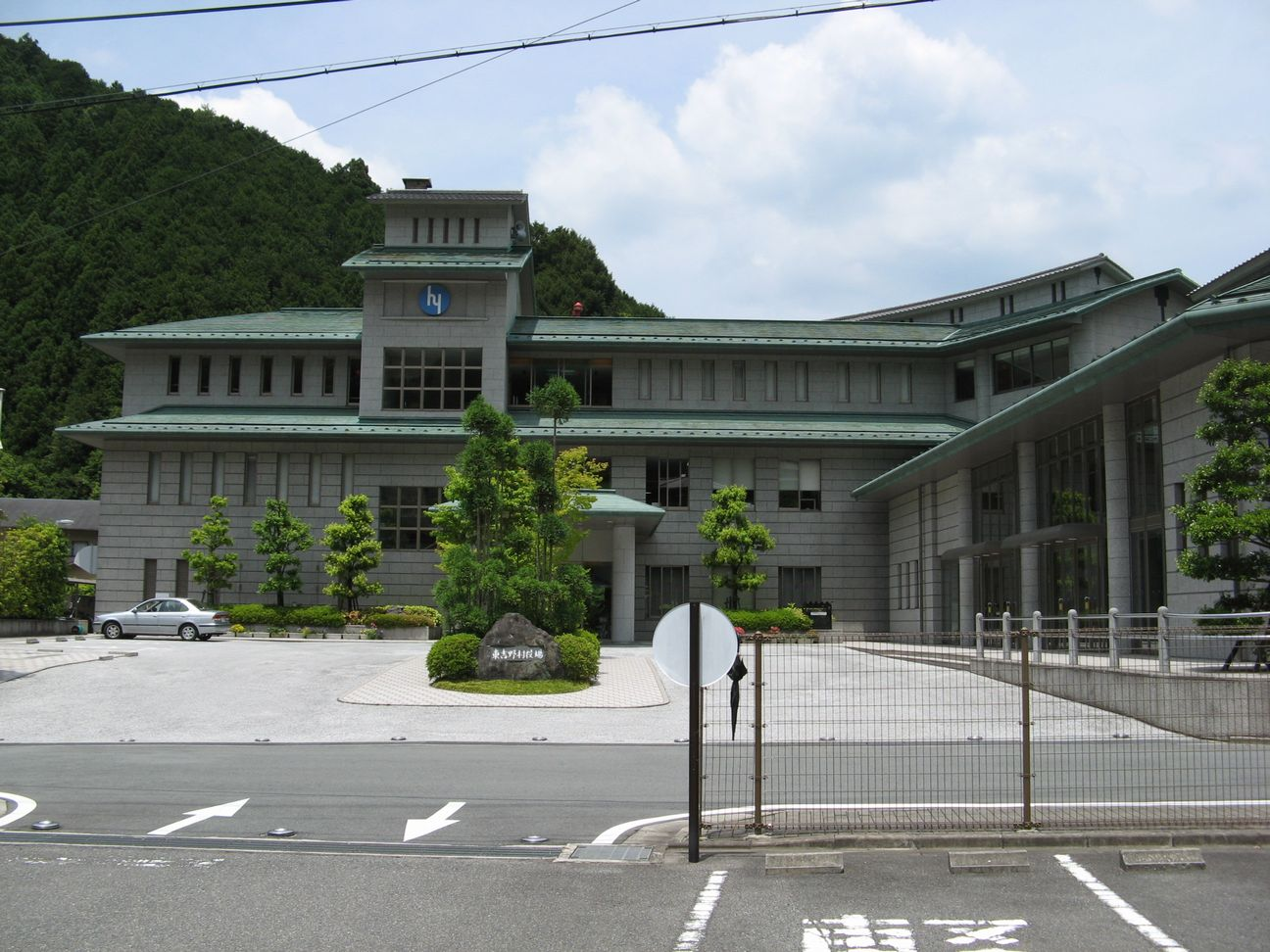
Ajuntament de Higashi-Yoshino

Higashi-Yoshino (東吉野村, Higashi-Yoshino-mura), també romanitzat com a Higashiyoshino, és un poble i municipi pertanyent al districte de Yoshino de la prefectura de Nara, a la regió de Kansai, Japó. El nom del poble, Higashi-Yoshino, es pot traduir al català com a "Yoshino de l'est" o "Yoshino oriental", fent referència a la seua situació geogràfica. Higashi-Yoshino és també conegut per ser el lloc on el 1905 va ser caçat l'últim exemplar de llop japonès.

## Geografia
El poble de Higashi-Yoshino es troba localitzat al centre geogràfic de la prefectura de Nara i la major part del terme és muntanyós. El pic més alt del poble és el mont Kunimi, amb 1.419 metres. Existeixen altres pics, com ara el mont Takami, amb 1.248 metres i que es troba a la part occidental del municipi. Pel poble passa el riu Yoshino. El terme municipal de Higashi-Yoshino limita amb els d'Uda al nord; amb Kawakami al sud; amb Yoshino a l'oest i amb Mitsue, Soni i Matsusaka, aquest darrer a la prefectura de Mie, a l'est.

## Història
Des del període Nara fins a la fi del període Tokugawa, la zona on actualment es troba el municipi de Higashi-Yoshino va pertànyer a l'antiga província de Yamato. Després de la restauració Meiji i sota la nova llei de municipis, l'1 d'abril de 1889 es van crear els pobles de Shigô, Takami i Ogawa, tots ells pertanyents al districte de Yoshino i que l'1 de març de 1958 es fusionarien per tal de crear l'actual poble de Higashi-Yoshino.

## Demografia
| 1920  | 1930  | 1940  | 1950  | 1960  | 1970  | 1980  |
| ----- | ----- | ----- | ----- | ----- | ----- | ----- |
| 7.842 | 7.461 | 7.184 | 8.268 | 9.221 | 7.028 | 4.916 |
| 1990  | 2000  | 2010  | 2020  | 2030  | 2040  | 2050  |
| 3.723 | 2.909 | 2.144 | 1.440 | -     | -     | -     |

## Transport

### Ferrocarril
A tot el terme municipal de Higashi-Yoshino no hi ha cap estació de ferrocarril. L'estació més propera es troba a la ciutat d'Uda.

### Carretera
- Nacional 166
- Carretera d'àmbit prefectural de Nara.

## Agermanaments
- Yusuhara, prefectura de Kochi, Japó. (27 d'octubre de 1976)
- Sakai, prefectura d'Osaka, Japó. (18 d'octubre de 1986)
- Tsuno, prefectura de Kôchi, Japó. (18 d'abril de 2007)
- Kariya, prefectura d'Aichi, Japó. (1 de juliol de 2013)